# Bingongol
Bingongol est une localité du Cameroun situé dans la région de l'Est et le département du Haut-Nyong. Il fait partie de l'arrondissement (commune) de Lomié.

## Population
En 1964-1965 on dénombrait 63 habitants à Bingongol I, principalement des Dzimou encore appelé Zimés et 214 habitants à Bingongol II dont 55 pygmées Baka et 159 Dzimou.
Lors du recensement de 2005, Bingongol I comptait 424 habitants et Bingongol II en comptait 342. 